# انتخاب روش بیهوشی
انتخاب روش بیهوشی کتابی از محمد اسماعیل تشید است که در سال ۱۳۴۴ منتشر و برندهٔ جایزه کتاب سال سلطنتی شد.